# Palaquium elegans
Palaquium elegans är en tvåhjärtbladig växtart som beskrevs av Griffoen och Herman Johannes Lam. Palaquium elegans ingår i släktet Palaquium och familjen Sapotaceae. Inga underarter finns listade i Catalogue of Life.